# Ielizaveta Bliumina
Ielizaveta Bliumina, coneguda per la transliteració en anglès com Elisaveta Blumina (en rus: Елизавета Блюмина; Leningrad, 1976), és una pianista russa. Ha guanyat nombrosos premis internacionals.
Elisaveta Bliumina es va formar inicialment al Conservatori Rimsky-Korsakov de Sant Petersburg i es va beneficiar de l'ensenyament de grans mestres com Radu Lupu, András Schiff o Paul Badura-Skoda sense oblidar la influència de la seva mare la pianista Mara Mednik.
Va començar la seva carrera en solitari als 16 anys amb el primer concert de Brahms acompanyada per l'Orquestra de Sant Petersburg dirigida per Aleksandr Polianitxko. Ha sigut convidada a nombrosos festivals i ha actuat en recitals a llocs tan prestigiosos com la Filharmònica de Berlín o al Carnegie Hall de Nova York.

## Compositors oblidats
Al mateix temps que la seva carrera solista, desenvolupa una activitat de música de cambra dins de la seva pròpia formació, l'Ensemble Blumina. Bliumina ha invertit molt de temps a donar a conèixer l'obra per a piano en enregistraments i després amb la formació de cambra del compositor polonès Mieczysław Weinberg.
El fet que Mieczysław Weinberg es torni a interpretar regularment avui i les seves obres ara es graven és gràcies a Gidon Kremer, que va ser infectat per Bliumina amb la "febre de Weinberg". Bliumina aposta per compositors “no desitjats”. En els seus concerts, de vegades, no només presenta la seva música, sinó també la seva sort. En fer-ho, va ser molt ben rebuda en una sèrie de concerts a les comunitats jueves d'Alemanya: "El destí va tocar a molts dels oients i de vegades va estar vinculat a les seves pròpies experiències".
La música idiosincràtica de Galina Ustvólskaia, que no va ser reconeguda a la Unió Soviètica a causa de la seva profunda religiositat cristiana, li preocupa especialment.
Bliumina és la directora artística del Festival de música de cambra russa d'Hamburg,